# Thierry-Paul Valette
Pour les articles homonymes, voir Valette.
Thierry-Paul Valette, né le 17 août 1976 à Lisieux, est un militant antiraciste et homme politique français qui compte parmi les figures du mouvement des Gilets jaunes. En 2023, il quitte le mouvement et crée un parti, Europe Équitable.

## Biographie
Thierry-Paul Valette est membre de la famille du neuropsychiatre Paul Pagès, il vit à Paris.
Après des études de droit et de commerce, il devient antiquaire.

### Artiste engagé
En 2001, il intègre le Cours Florent et obtient son premier cachet au cinéma dans le film Paris selon Moussa en 2001. S'en suivront quelques petits rôles pour le théâtre, la télévision, et des clips.
Il publie deux recueils poétiques autobiographiques. L'Unique, sur le thème de l'amour, qui est joué au théâtre de Lisieux, et Les mots de l'oubli, qui traite de la maladie d'Alzheimer et qui sort à l'occasion de la Journée Mondiale de la maladie d'Alzheimer en 2020.
Il utilise la peinture et l'écriture pour en faire des supports de dénonciation et lutter contre les discriminations au travers de débats et conférences. En 2016, il effectue une marche de 200 kilomètres, Lisieux-Paris, avec une croix sur le dos pour dénoncer les travers et les ravages des réseaux sociaux, en espérant pouvoir rencontrer le président de la République François Hollande à la fin. Cette initiative fait suite au suicide de Juliette, une adolescente de 15 ans, le 3 mars 2016 à Lisieux,.

### Pétitions et plainte contre Brigitte Macron
Ancien intervenant régulier sur LCI, il se fait connaître du grand public en 2017 en étant l'auteur d'une pétition opposée à la création d'un statut de « Première dame » pour l'épouse du président de la République, en l'occurrence Brigitte Macron. La pétition dépasse les 220 000 signatures,,.
Face à la polémique Macron renonce et met en place la charte de transparence relative au statut du conjoint du chef de l'État.
Il lance une nouvelle pétition contre les tenues vestimentaires de Brigitte Macron qu'il dénonce comme un outil de communication. Cette fois-ci la pétition est un échec, elle est jugée comme sexiste et misogyne sur les réseaux sociaux,. Une pétition voit le jour contre le militant demandant de ne plus s'en prendre à Brigitte Macron.
En août 2018, il dépose plainte contre l'épouse du chef de l'État dans le cadre de la charte de transparence pour délit de trafic d'influence passif, délit de corruption passive et complicité de conflit d’intérêt passif par personne chargée d’une mission de service public. Elle est classée sans suite par le parquet de Lisieux[source insuffisante].

### Militant antiraciste
Thierry-Paul Valette est un militant antiraciste actif. En 2017, dans le cadre de la semaine parisienne de la lutte contre le racisme et l’antisémitisme organisée par la ville de Paris et la LICRA, il est l’un des trois invités d’honneur à Sciences Po aux côtés du président de la Licra de Paris, David-Olivier Kaminski, l’athlète handisport triple champion d’Europe de basket-ball et de rugby Ryadh Sallem, et l’écrivain également professeur à Sciences Po Karim Amellal.
Le 1er février 2019, en pleine crise des Gilets jaunes, il est présent aux côtés de SOS Racisme et d’Audrey Pulvar pour débattre sur les violences policières à la suite de l'Affaire Théo.
Le 19 février, il est le seul leader des Gilets jaunes à s'associer officiellement à la manifestation nationale pour protester contre la multiplication des actes antisémites. Ce rassemblement fait suite à la découverte de 96 tombes juives profanées dans un cimetière alsacien. Il était déjà présent lors de la commémoration en hommage à Ilan Halimi la semaine précédente,.

### Engagements sociaux et autres

#### Porte-parole du «Club Géopolitique» et association de l'Égalité Nationale
Quelque temps porte-parole du « Club Géopolitique », il participe à différents colloques dont celui organisé au Sénat sur la crise du golfe Persique le 27 juillet[source insuffisante] en présence de l’ancien sous-secrétaire général de l’Organisation des Nations unies Lansana Kouyaté.
Au début de l'année 2017, Thierry-Paul Valette crée l'association qui lutte contre la corruption et les discriminations. Selon Europe 1, elle ressemble à une coquille vide, par ailleurs il indique qu'il n'y a pas « vraiment d'adhérents, si ce n'est lui, le président ». Elle est souvent partenaire de l'association SOS Racisme. En avril, face à la présence de Marine Le Pen au second tour de l'élection présidentielle, l'association se mobilise contre le Front national.
En octobre, Thierry-Paul Valette dénonce, avec SOS Racisme, la loi antiterroriste comme un « délit au faciès » ouvert par l’article 10. Il indique que « Les populations prétendument étrangères, noires ou maghrébines seront stigmatisées ».

#### Affaire Noémie Mussenga
En mai 2018, éclate l'affaire Naomi Musenga, une jeune femme décédée en décembre 2017 après que son appel de détresse n'a pas été pris au sérieux par une opératrice des services de secours. Trois marches blanches sont organisées pour réclamer « justice et vérité » pour elle. À la demande de la famille, Thierry-Paul Valette organise celles de Valence et de Paris. Il envoie une délégation de 22 personnes déposer 22 roses blanches devant le ministère de la Justice ainsi qu'une lettre à l'attention de la ministre Nicole Belloubet.

#### Comité contre la famine au Yémen
Thierry-Paul Valette est porte-parole du comité contre la famine au Yémen,.

### Mouvement des Gilets jaunes
Thierry-Paul Valette est une figure du mouvement des Gilets jaunes. Très actif sur les réseaux sociaux, à partir de novembre 2018, il intervient quotidiennement sur Facebook pour lancer des appels à la mobilisation et annonce ses interventions dans différents médias.
Il est arrêté par la police lors d’un contrôle durant l'acte 45 du mouvement des Gilets jaunes sur les Champs-Élysées. Il fustige alors « les pratiques » de la police après son arrestation et dénonce les malaises entre la police et les citoyens.
Bien que le mouvement des Gilets jaunes soit souvent marqué par les violences policières, il tente d'être le médiateur entre les manifestants et l'institution. Il sollicite Emmanuel Macron pour « les pratiques », afin d'obtenir « des acquis conséquents pour les « gilets jaunes » et les citoyens ».
Très impliqué pour la suite du mouvement, il participe, aux côtés de l’écrivain Alexandre Malafaye, au grand débat national initié par Macron. Il coanime alors, dans plusieurs mairies de Paris, les débats dont celui organisé à la mairie du 15e arrondissement de Paris en présence de la secrétaire d'État Emmanuelle Wargon. Il tente de présenter une liste gilets jaunes aux municipales.
En février 2019, Thierry-Paul Valette est blessé à la tête lors d'une manifestation des Gilets jaunes à Paris. Il dénonce la radicalisation du mouvement. En avril, face aux refus de nombreux Gilets jaunes à l'idée d'une structuration du mouvement, il abandonne sa candidature aux élections européennes et appelle à voter Emmanuel Macron pour faire bloc face au Front national ce qui lui vaut une agression au couteau devant le domicile de ses parents en Normandie.
Après le décès de Jacques Chirac en septembre, il utilise le registre de condoléances mis à disposition au palais de l'Élysée pour s’adresser à Macron en indiquant qu'il considère sa victoire, lors de l'élection présidentielle de 2017, au fait que Marine Le Pen était son adversaire.
La stèle du maréchal Alphonse Juin, située place d'Italie à Paris est dégradée en marge d'une manifestation de Gilets jaunes pendant l'acte 53. Le 18 novembre 2019, Jérôme Coumet, Anne Hidalgo et d'anciens combattants se déplacent sur les lieux du saccage pour rendre hommage au maréchal. Valette assiste à la cérémonie et interpelle la maire de Paris et lui indique que les Gilets jaunes « condamnent fermement les violences et les dégradations ».

#### Gilets Jaunes Citoyens
En décembre 2018, Thierry-Paul Valette crée l'association des Gilets Jaunes Citoyens afin de participer à la structuration du mouvement. L'association demande une rencontre avec Barack Obama. Cette demande survient deux jours après une rencontre à l’origine d’une crise entre la France et l'Italie entre Luigi Di Maio, responsable italien et chef de file du Mouvement 5 étoiles (M5S, antisystème), et un délégué des Gilets jaunes, Christophe Chalençon, ainsi que des candidats aux européennes à Montargis.
En septembre 2019, le collectif des Gilets Jaunes Citoyens réclame un gel immédiat des prix des carburants et lance une pétition de soutien visant à freiner les effets de la flambée des cours du pétrole,.
Selon lui, le mouvement des Gilets jaunes doit se structurer, raison pour laquelle il se lance dans la course pour les élections européennes en créant la liste des Gilets Jaunes Citoyens après avoir présenté cette liste aux côtés de Francis Lalanne,. Valette crée alors sa propre liste.

#### Nuit jaune
Lors de la onzième semaine de mobilisation, Thierry-Paul Valette appelle à un changement de stratégie et lance les Nuits jaunes. Ces manifestations sociales, sur le modèle de Nuit debout cherchent à construire une « autre forme du mouvement ».
Sa revendication initiale, « reprendre la main sur le grand débat national lancé par l'exécutif pour recueillir dans un "cahier jaune" les véritables revendications des Gilets Jaunes ». Les Nuits Jaunes sont lancées pendant le Grand débat national lancé par Emmanuel Macron.

### Mouvement social contre la réforme des retraites (2023)
Il s'engage contre la réforme des retraites voulue par Emmanuel Macron et, après le déclenchement du 49.3 par le gouvernement le 17 mars 2023, monté sur une barricade, il prend la parole avec un porte-voix devant l'Assemblée nationale pour protester et soutenir la jeunesse.

## Engagements politiques
À la fin du mois de janvier 2017, en pleine campagne pour l'élection présidentielle française, commence l'affaire François Fillon. Thierry-Paul Valette lance alors le rassemblement des casseroles, place de la République à Paris, en opposition au meeting de François Fillon au Trocadéro.
Aux élections législatives de 2017, il s'engage avec Anne Hidalgo dans la campagne de Ryadh Sallem dans la dixième circonscription de Paris.
Lors des élections européennes de 2019, il annonce qu'il votera pour la liste de la majorité présidentielle de Nathalie Loiseau, pour faire barrage au Rassemblement national, puis se ravise le jour du vote.

### Comité Stop Zemmour
À la fin de l'année 2021, le premier meeting de campagne d'Éric Zemmour se passe à Villepinte. Thierry-Paul Valette monte le collectif citoyen « Stop Zemmour » contre la candidature du candidat d'extrême droite et appelle à manifester devant le parc des Expositions. Quelque 2 200 manifestants défilent dans les rues de Paris à l'appel de syndicats, partis et associations. Une cinquantaine de personnes sont interpellées pour vérification d'identité. Parmi elles, se trouve Valette.

### Parti politique Europe Équitable
Le 16 octobre 2023, Thierry-Paul Valette annonce la création de son propre parti politique, Europe Équitable, classé au centre dont la trésorière est l'ancienne secrétaire d’Amnesty International Céline Sabi. Il entend défendre des valeurs humanistes, d’équité et de solidarité. Dans la foulée, il annonce se retirer définitivement du mouvement des Gilets jaunes.
En décembre 2023, devenu un homme politique, il est sollicité par un membre du réseau de RRN, lettres désignant selon VIGINUM, l’agence gouvernementale chargée de surveiller les ingérences étrangères sur internet, une campagne numérique de manipulation de l’information menée par la Russie . « L’interview s'inscrit dans la ligne éditoriale de RRN, toujours très critique à l’égard d’Emmanuel Macron et de la France. ».
Le parti envisageait de présenter une liste aux élections européennes de 2024 sous la bannière : « l’Union pour une Europe arc-en-ciel », qui se voulait représentative de la diversité culturelle et de la mixité sociale,. Le parti renonce faute d'un nombre insuffisant de candidats, une quinzaine manque pour clôturer la liste. 
Aux élections législatives de juin 2024, il se porte candidat dans la troisième circonscription du Calvados (Lisieux-Falaise), en raison du contexte historique du scrutin et du risque de l’accession au pouvoir du Rassemblement national. Il entend porter la voix de l'Europe et de la ruralité. Sa suppléante est Lisa Rego, employée de banque habitant Valence dans la Drôme, et ancienne candidate de l'émission L'amour est dans le pré. Il fait sa campagne à Lisieux seulement, devant la Poste, pour recueillir les doléances des habitantset décide de ne déposer qu'une centaine de bulletins uniquement à Lisieux dans trois des cinq bureaux de vote. Il termine à la sixième place avec 12 voix (0,02 %) et  appelle à voter pour le député sortant, Jérémie Patrier-Leitus, pour faire barrage au Rassemblement national.

## Affaire judiciaire
Le 23 novembre 2019, Thierry-Paul Valette est incarcéré pendant quatre mois à la prison de la Santé, le tribunal de grande instance de Paris ayant mis à exécution une décision de justice prononcée pour abandon de famille en l'absence du paiement d'une pension alimentaire.
Un comité de soutien est alors créé par une amie, Céline Sabi, et une pétition sera aussi mise en ligne pour demander sa libération.
Le 12 février 2020, il entame une grève de la faim d'un mois pour dénoncer ses conditions de détention. Dans une lettre manuscrite adressée à la presse, il alerte sur le climat de violences physiques et psychologiques qui régnerait au sein de l’établissement pénitentiaire et sur les problèmes de radicalisation. Il sera libéré pendant le premier confinement afin de désengorger les prisons en pleine épidémie de Coronavirus après avoir perdu 12 kilos.

## Prises de position
À la fin du mois de novembre 2021, face à la hausse du carburant, Jean Castex annonce une indemnité de 100 euros pour les Français gagnant moins de 2 000 euros nets par mois. En réponse, Thierry Paul Valette fait un happening en se montrant nu dans une station service pour dénoncer cette indemnité.
Le 24 février 2022 la Russie envahit l'Ukraine. Le militant quitte alors la France pour rejoindre l’Ukraine. Il s'établit à Medyka, à la frontière ukrainienne, pour aider les réfugiés et participer à la sécurisation du camp en luttant contre le proxénétisme. Victime de l'escroc Tony Peillon, faux militaire arrêté pour trafic d'armes en Ukraine, il rentre en France quelques semaines plus tard.
Le 9 novembre 2023, invité à débattre pour le vote d'une motion, par la plus vieille société de débat d'Angleterre l'Oxford Union Society, face à Sathasivian Cooper (en), l'ancien compagnon de bloc cellulaire de Nelson Mandela, devant les étudiants de l’université d'Oxford, il dénonce dans un discours les bombardements à Gaza et les violences policières pendant le mouvement des Gilets jaunes. Au terme des débats, la chambre estime que les manifestations violentes sont nécessaires, la motion ayant été adoptée à  112 voix contre 103.
Le 29 septembre 2024, il est victime d’une tentative d’incendie à son domicile. Il associe cet acte avec ses prises de position au sujet du conflit au Proche-Orient qu'il partage sur Beur FM.